# مانجو (دوره)
مانجو (به ژاپنی: 万寿 Manju)؛ نام یک عصر تاریخی ژاپنی (نِنگُو) بود. این عصر بعد از جی‌آن (دوره) و قبل از چوگن قرار داشت و از ژوئیه ۱۰۲۴ تا ژوئیه ۱۰۲۸ میلادی به طول انجامید. در طی این عصر امپراتور گو-ایچیجو امپراتور ژاپن بود.